# Asplenium germanicum x ruta muraria
Asplenium germanicum x ruta muraria là một loài dương xỉ trong họ Aspleniaceae. Loài này được Waisb. mô tả khoa học đầu tiên năm 1899.
Danh pháp khoa học của loài này chưa được làm sáng tỏ. 